# Paolo Accaputo
Paolo Accaputo (21 novembre 1944) è un ex maratoneta italiano.

## Palmarès
| Anno | Manifestazione          | Sede   | Evento   | Risultato | Prestazione | Note |
| ---- | ----------------------- | ------ | -------- | --------- | ----------- | ---- |
| 1974 | Europei                 | Roma   | Maratona | 11º       | 2h24'06"    |      |
| 1975 | Giochi del Mediterraneo | Algeri | Maratona | Argento   | 2h25'48"    |      |
| 1978 | Europei                 | Praga  | Maratona | dnf       | dnf         |      |

## Campionati nazionali
1968
- 4º ai campionati italiani assoluti, 10000 m piani - 30'35"0

1971
- 4º ai campionati italiani assoluti, 10000 m piani - 30'10"2

1972
- 9º ai campionati italiani di maratona - 2h36'16"

1973
- Oro ai campionati italiani di maratona - 2h29'54"

1974
- 8º ai campionati italiani di maratona - 2h22'03"

1975
- Argento ai campionati italiani di maratona - 2h18'17"
- Oro ai campionati italiani di maratonina, 30 km - 1h39'06"
- 4º ai campionati italiani assoluti, 10000 m piani - 29'54"0
- 16º ai campionati italiani di corsa campestre

1977
- Oro ai campionati italiani di maratona - 2h19'16"
- Oro ai campionati italiani di maratonina, 30 km - 1h36'59"

1978
- Argento ai campionati italiani di maratona - 2h18'36"

1979
- 4º ai campionati italiani di maratona - 2h17'05"
- 7º ai campionati italiani assoluti, 10000 m piani - 29'24"8

1980
- Oro ai campionati italiani di maratonina, 30 km - 1h32'31"
- 16º ai campionati italiani assoluti, 5000 m piani - 14'19"5

1981
- Argento ai campionati italiani di maratona - 2h16'00"
- 7º ai campionati italiani di maratonina, 30 km - 1h37'41"

1982
- 8º ai campionati italiani di maratona - 2h18'39"

## Altre competizioni internazionali
1970
- Argento al Giro podistico internazionale di Castelbuono ( Castelbuono) - 36'12"5

1971
- Argento al Giro podistico internazionale di Castelbuono ( Castelbuono) - 36'51"

1972
- Bronzo al Giro podistico internazionale di Castelbuono ( Castelbuono) - 36'34"

1973
- Argento al Giro podistico internazionale di Castelbuono ( Castelbuono)

1974
- 9º al Trofeo Sant'Agata ( Catania) - 34'29"

1975
- Oro alla Roma-Ostia ( Roma), 28 km - 1h29'46"
- Oro al Giro podistico internazionale di Castelbuono ( Castelbuono) - 34'54"

1976
- Bronzo alla Stramilano ( Milano) - 1h03'46"
- Argento al Giro podistico internazionale di Castelbuono ( Castelbuono) - 34'45"

1977
- 7º alla Stramilano ( Milano) - 1h06'51"
- Argento al Giro podistico internazionale di Castelbuono ( Castelbuono) - 34'37"
- 7º al Campaccio ( San Giorgio su Legnano)

1978
- 10º alla Stramilano ( Milano) - 1h08'45"

1980
- Argento al Giro al Sas ( Trento) - 37'25"
- 6º al Trofeo Sant'Agata ( Catania) - 34'14"3

1981
- 5º al Giro podistico internazionale di Castelbuono ( Castelbuono) - 34'56"7

1983
- 6º alla Maratona di Roma ( Roma) - 2h16'54"
- 14º alla Stramilano ( Milano) - 1h07'14"